# Spasenje
Spasenje je pojam, kojim se označava oslobođenje čovjeka i cijelog čovječanstva od različitih oblika zla, grijeha i smrti. Spasenje je predvladavanje čovjekovoga ugroženog stanja i postizanje oslobođenja i punine života. 

## Stav Katoličke Crkve
U Starome zavjetu, izraelski narod doživljava svoju povijest kao povijest spasenja. Jahve (Bog) vodi, spašava i oslobađa svoj narod te obećava Spasitelja po prorocima. Spasenje se ostvarilo po Isusu Kristu što je kasnije zapisano u Novome zavjetu. Isusov zemaljski život je u sklopu plana spasenja. Isus je dao svoj život kao otkupninu za grijehe ljudi i tako je s Bogom pomirio cijelo čovječanstvo. Isusova žrtva ljude otkupljuje na jedinstven i konačan način i otvara pristup u zajedništvo s Bogom. 
Kršćani vjeruju, da spasenje dolazi od Isusa preko Crkve. Isus je utemeljio Crkvu i preko nje vjernici postižu spasenje. Oni ljudi koji bez svoje krivnje nisu upoznali Evanđelje ni Crkvu, ako iskreno traže Boga i vrše Božju volju također su na putu spasenja. 
Sveti sakramenti su za vjernike nužni za spasenje, jer daju sakramentalne milosti, oproštenje grijeha, pripadnost Crkvi, božansko posinjenje, približavanje Bogu. Krštenje se smatra nužnim za spasenje, onih kojima je naviješteno Evanđelje i koji imaju mogućnost krstiti se. Može se spasiti i bez krštenja ako netko ne zna za krštenje, a iskreno traži Boga ili ako netko umre za vjeru makar nije kršten. 
Isus je svojom mukom i smrću na križu dao novi smisao patnji. Stoga patnja može biti sredstvo spasenja. 